# Sabacon crassipalpis
Espèce
Synonymes
- Nemastoma crassipalpis L. Koch, 1879

Sabacon crassipalpis est une espèce d'opilions dyspnois de la famille des Sabaconidae.

## Distribution
Cette espèce est endémique du kraï de Krasnoïarsk en Russie.
Elle se rencontre dans la vallée de l'Ienisseï vers la confluence de la Toungouska Pierreuse.

## Description
Le mâle décrit par Martens en 1989  mesure 2,5 mm et la femelle 3,6 mm.

## Systématique et taxinomie
Cette espèce a été décrite sous le protonyme Nemastoma crassipalpis par L. Koch en 1879. Elle est placée dans le genre Sabacon par Roewer en 1914.

## Publication originale
- L. Koch, 1879 : « Arachniden aus Sibirien und Novaya Semlya, eingesammelt von der Schwedischen Expedition im Jahre 1875. » Kongliga Svenska vetenskaps-akademiens handlingar, sér. 4, vol. 16, no 5, p. 3–136.